# Трстенци
Трстенци (серб. Трстенци) — населенный пункт (деревня) в общине Дервента, который принадлежит энтитету Республике Сербской, Босния и Герцеговина. По результатам югославской переписи населения 1991 года в Трстенцах проживало 894 человека. Расположено на берегу реки Сава у границы с Хорватией.

## Население
В населении деревни преобладают сербы, другие народы малы по численности.
| 1961                           | 1971 | 1981 | 1991 | - | - | - |
| ------------------------------ | ---- | ---- | ---- | - | - | - |
| 1072                           | 1029 | 998  | 894  | - | - | - |
| Гистограмма динамики населения |      |      |      |   |   |   |

### Национальный состав
1971 год:
- сербы — 994 человека;
- хорваты — 21 человек;
- югославы — 1 человек;
- боснийцы — 4 человека;
- другие — 9 человек.

1981 год:
- сербы — 970 человек;
- хорваты — 19 человек;
- югославы — 7 человек;
- боснийцы — 0 человек;
- другие — 2 человека.

1991 год:
- сербы — 861 человек (96,30 %);
- хорваты — 6 человек (0,67 %);
- югославы — 13 человек (1,45 %);
- боснийцы — 0 человек (0,00 %);
- другие — 14 человек (1,56 %).